# 八黨
八虎，又稱八黨，是明朝正德年间以刘瑾为首的八个东宫随侍宦官的統稱。
八虎包括：刘瑾、馬永成、高凤、罗祥、魏彬、丘聚、谷大用和張永。